# 셍메흐속

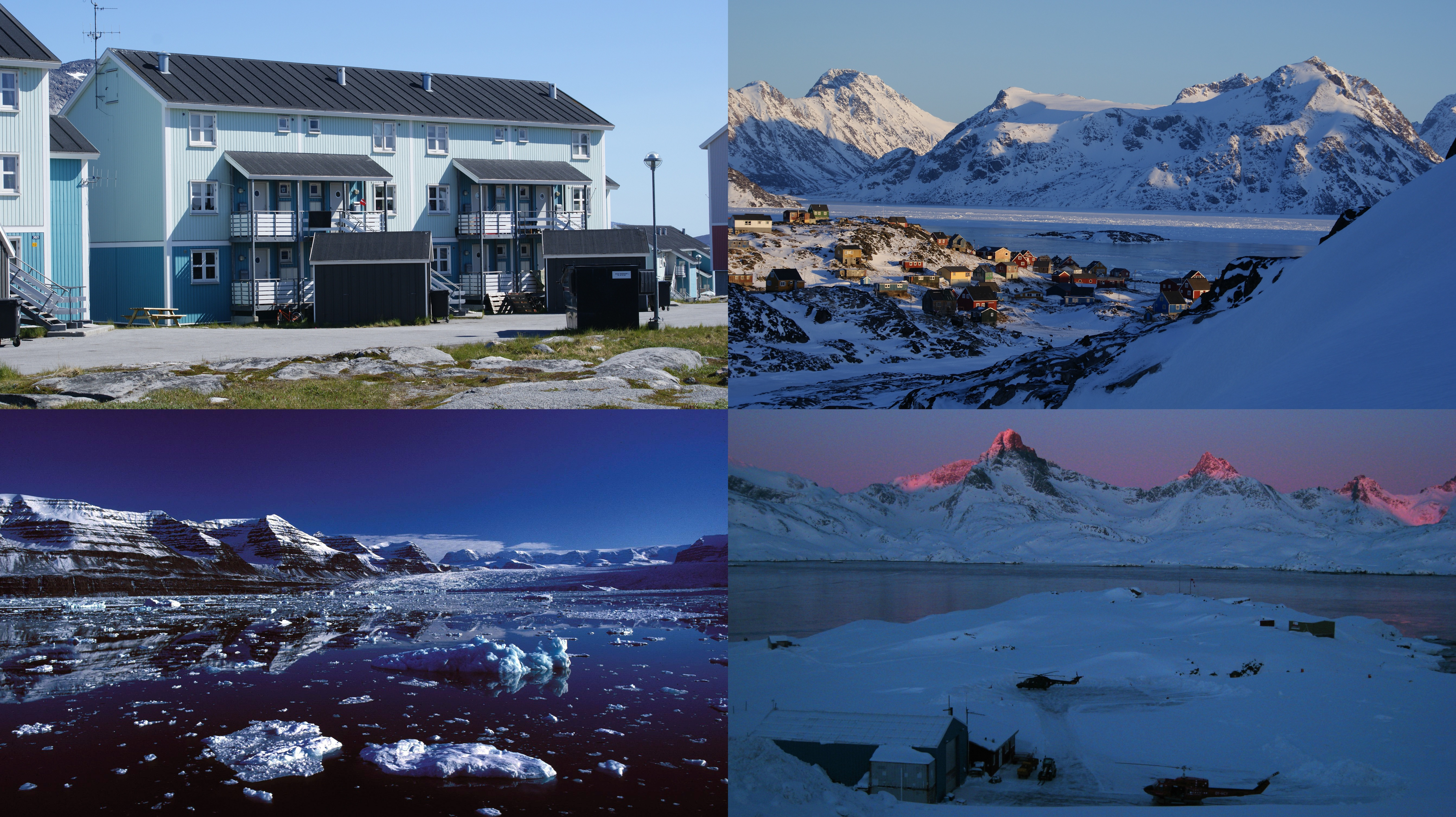

그린란드 내에서의 셍메흐속 자치체의 위치

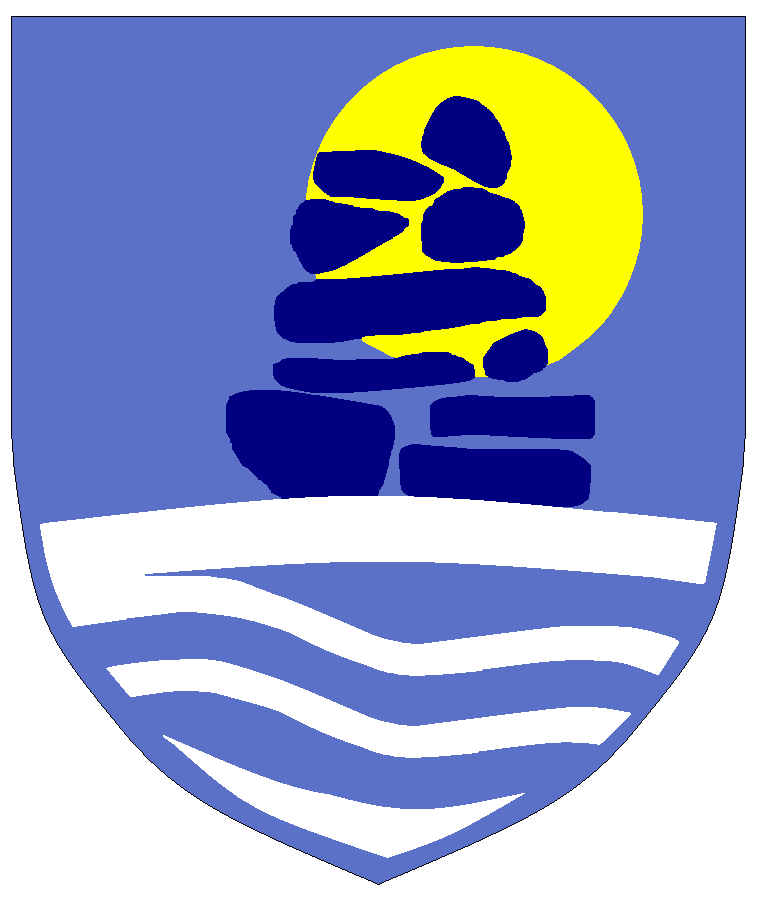
셍메흐속의 문장

셍메흐속(Sermersooq, 정식으로는 Kommuneqarfik Sermersooq)는 2009년 1월 1일부로 개편된, 그린란드의 새 행정구역의 하나로서, 그린란드의 중남부와 동부를 아우르고 있다. 2008년 1월 기준 인구 20,998명으로 그린란드에서 인구가 가장 많은 자치체이며, 수도 누크를 포함하고 있다.